# Furth im Wald–Plzeň-vasútvonal

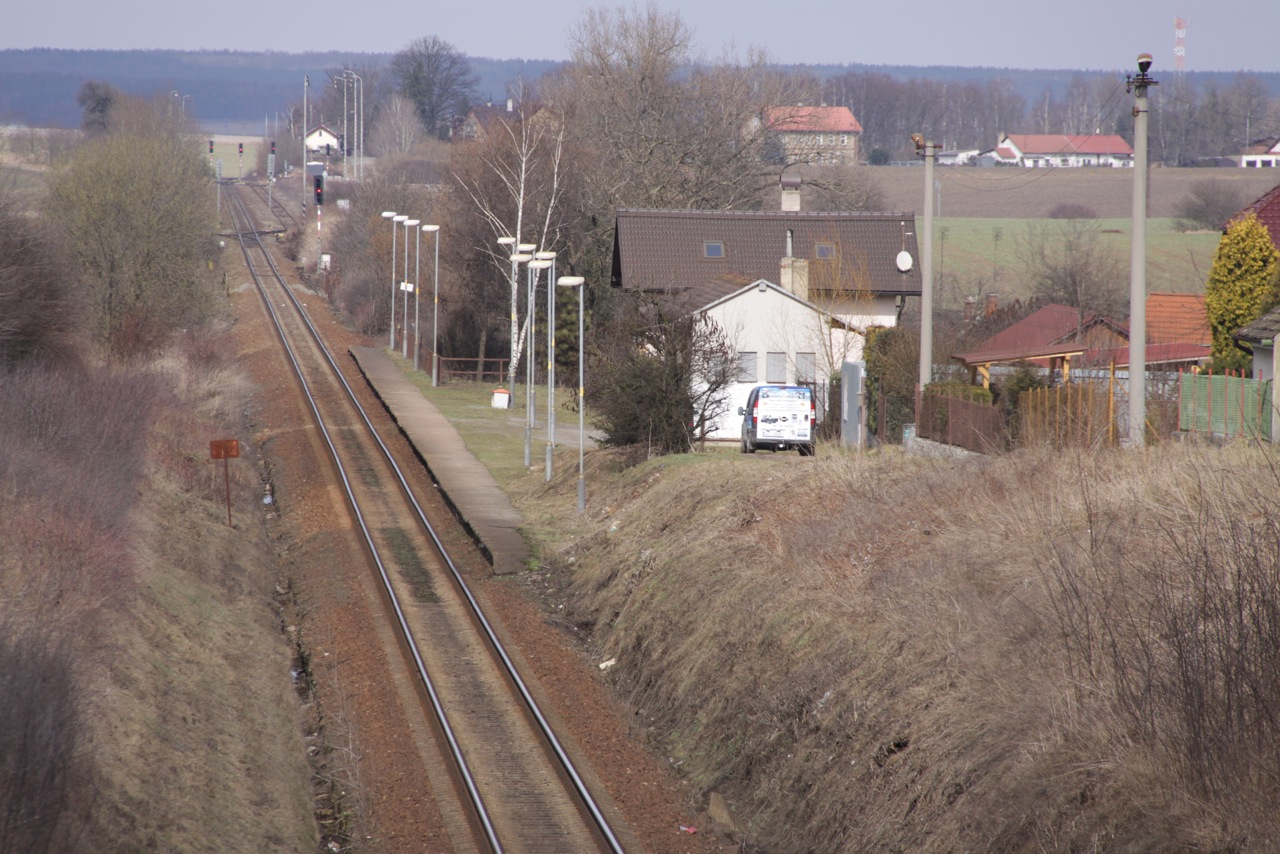
Chotesov u Stoda állomás

A Furth im Wald–Plzeň-vasútvonal egy normál nyomtávolságú, nem villamosított, 81,2 km hosszúságú egyvágányú vasútvonal a bajorországi Furth im Wald és a csehországi Plzeň között.
A vasútvonal jelentős nemzetközi személy- és teherforgalmat bonyolít le a két ország között, része a München-Prága közötti útvonalnak.
A nemzetközi személyszállító járatokat az Arriva-Länderbahn-Express üzemelteti, a mozdonycsere Plzeň-ben történik. A regionális forgalmat a ČD szolgálja ki ČD 844 sorozatú („Regioshark“) motorkocsikkal.

## Képgaléria

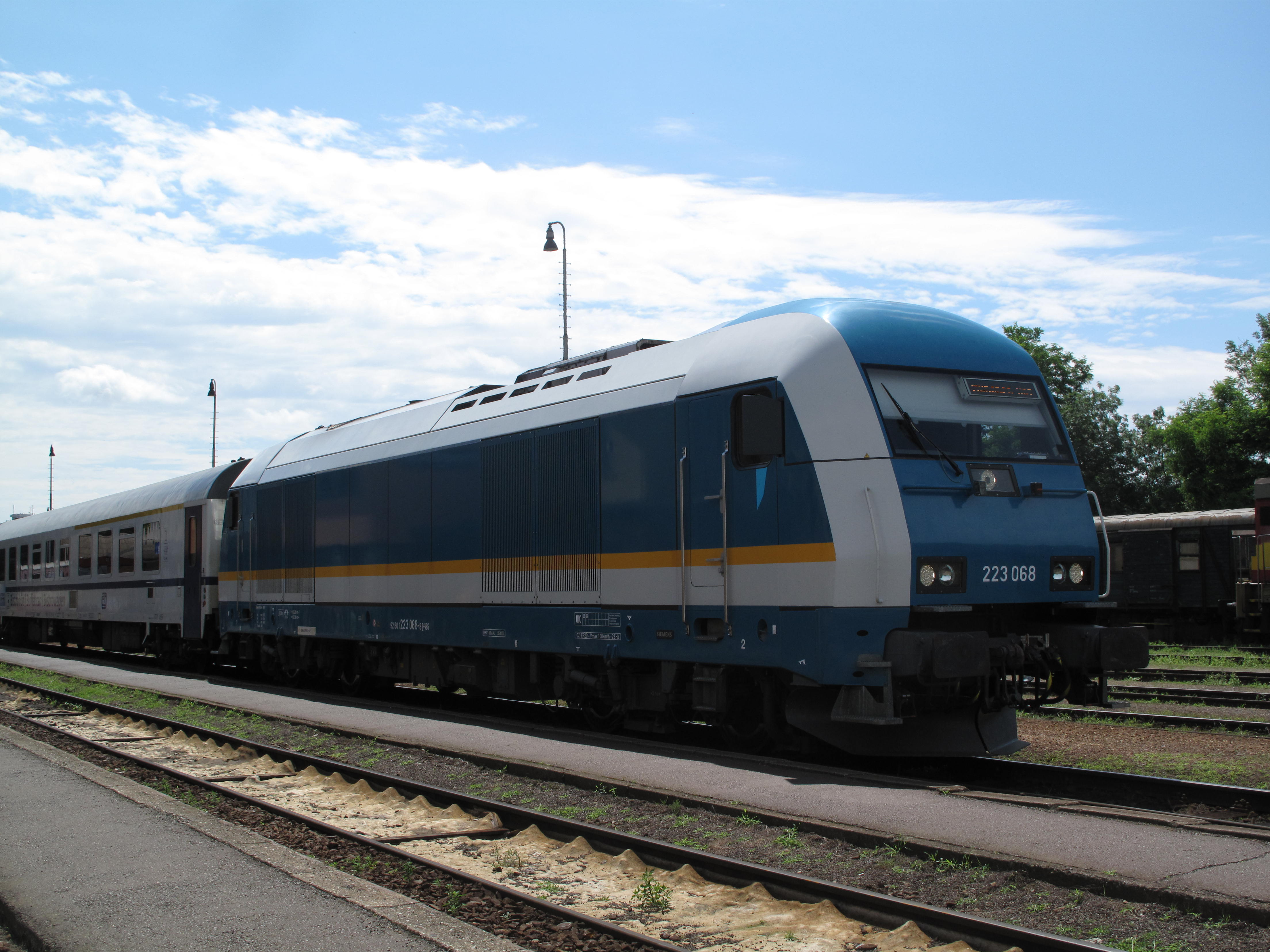
Siemens Hercules Domažlicích állomáson
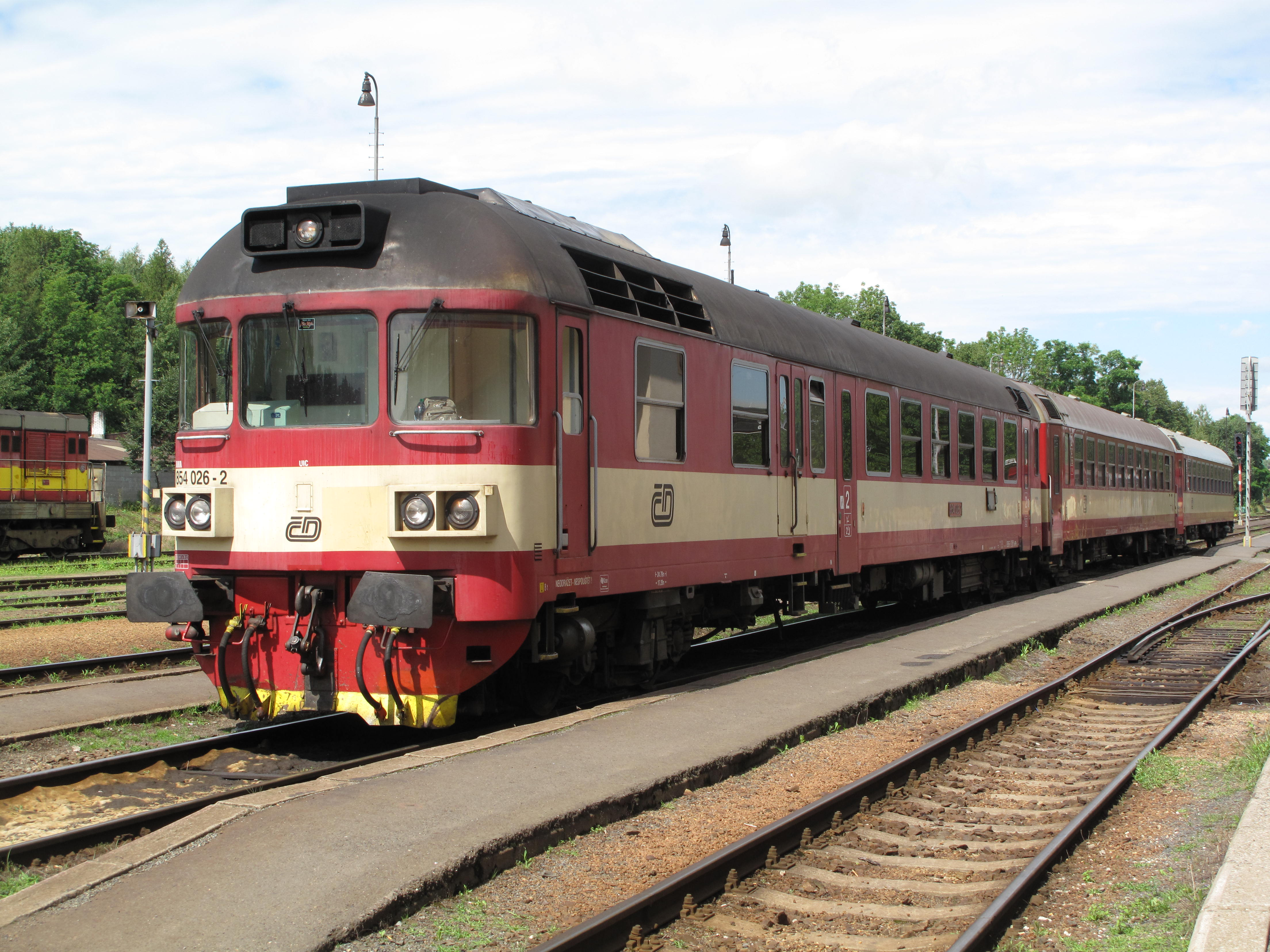
ČD 854 sorozat Domažlicích állomáson
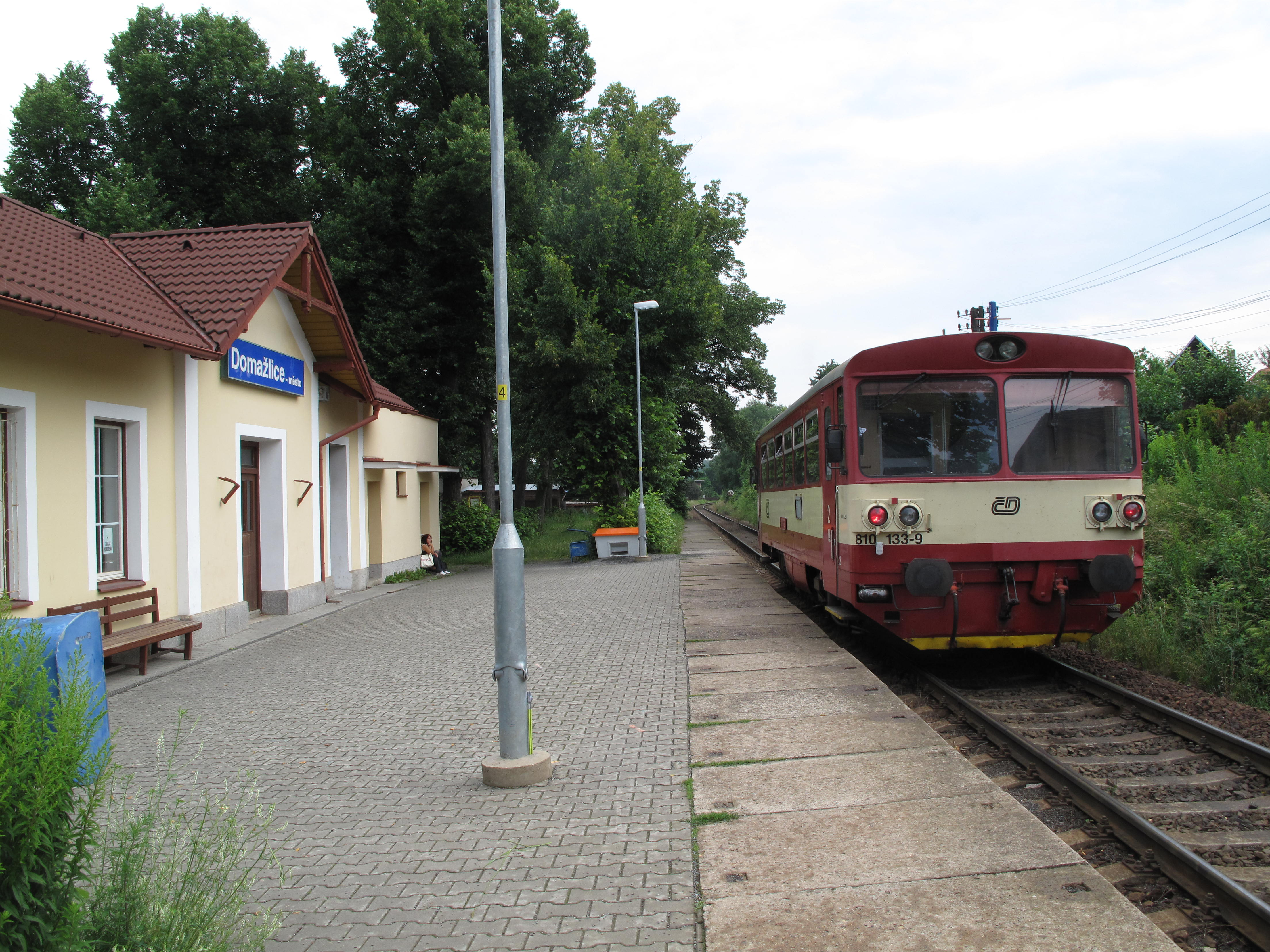
Domažlice město állomás
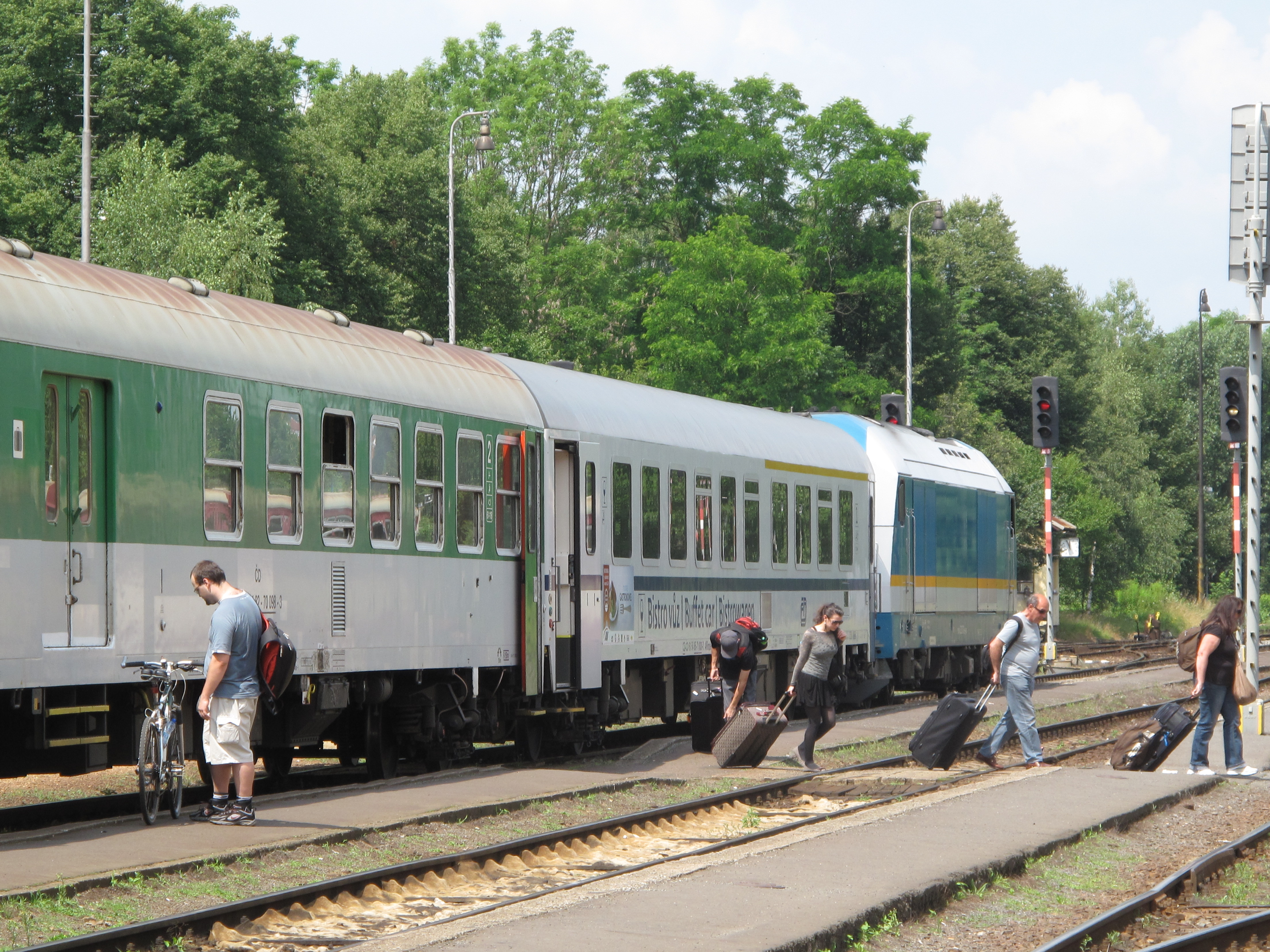
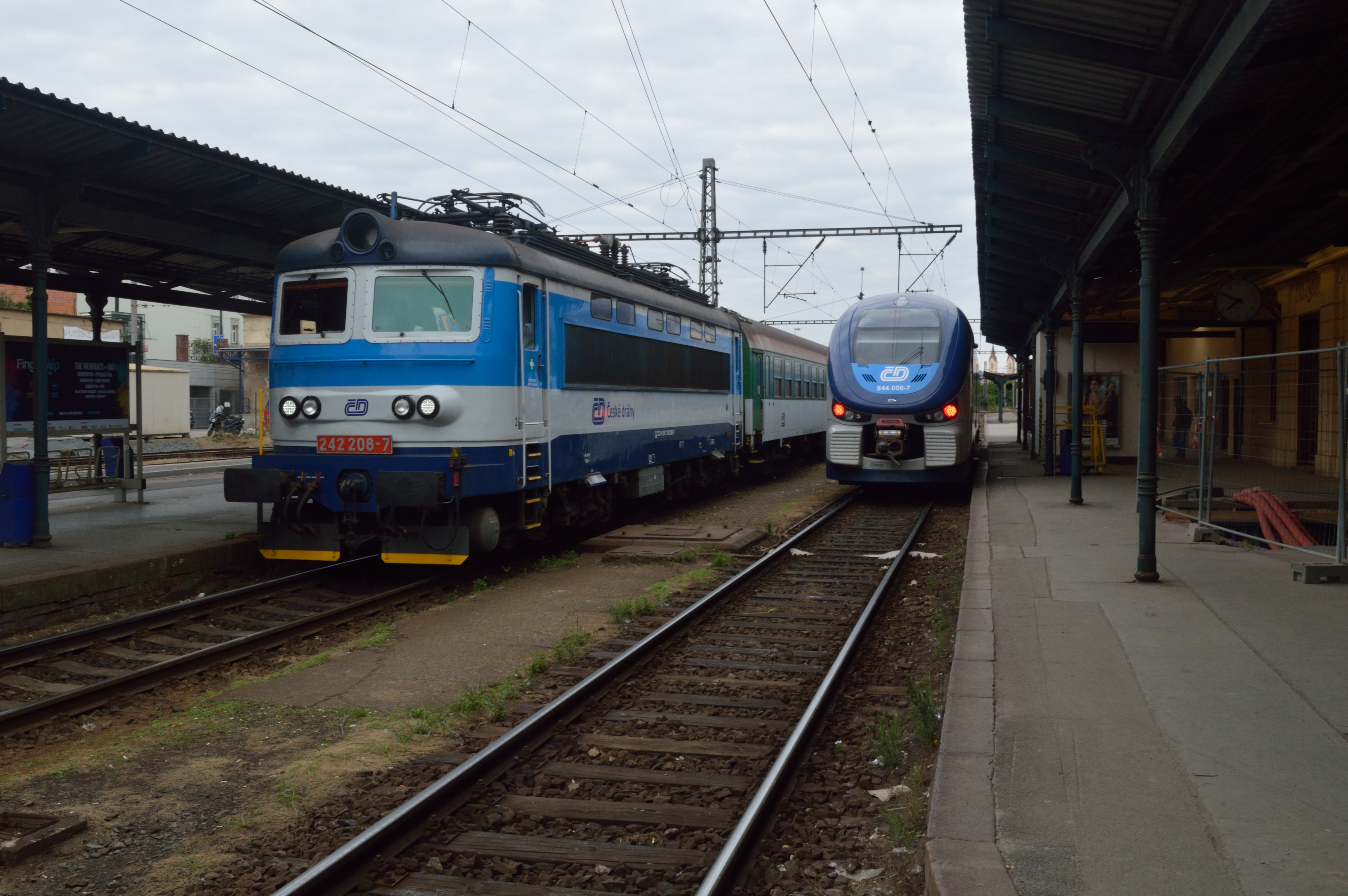
Plzeň hlavní nádraží
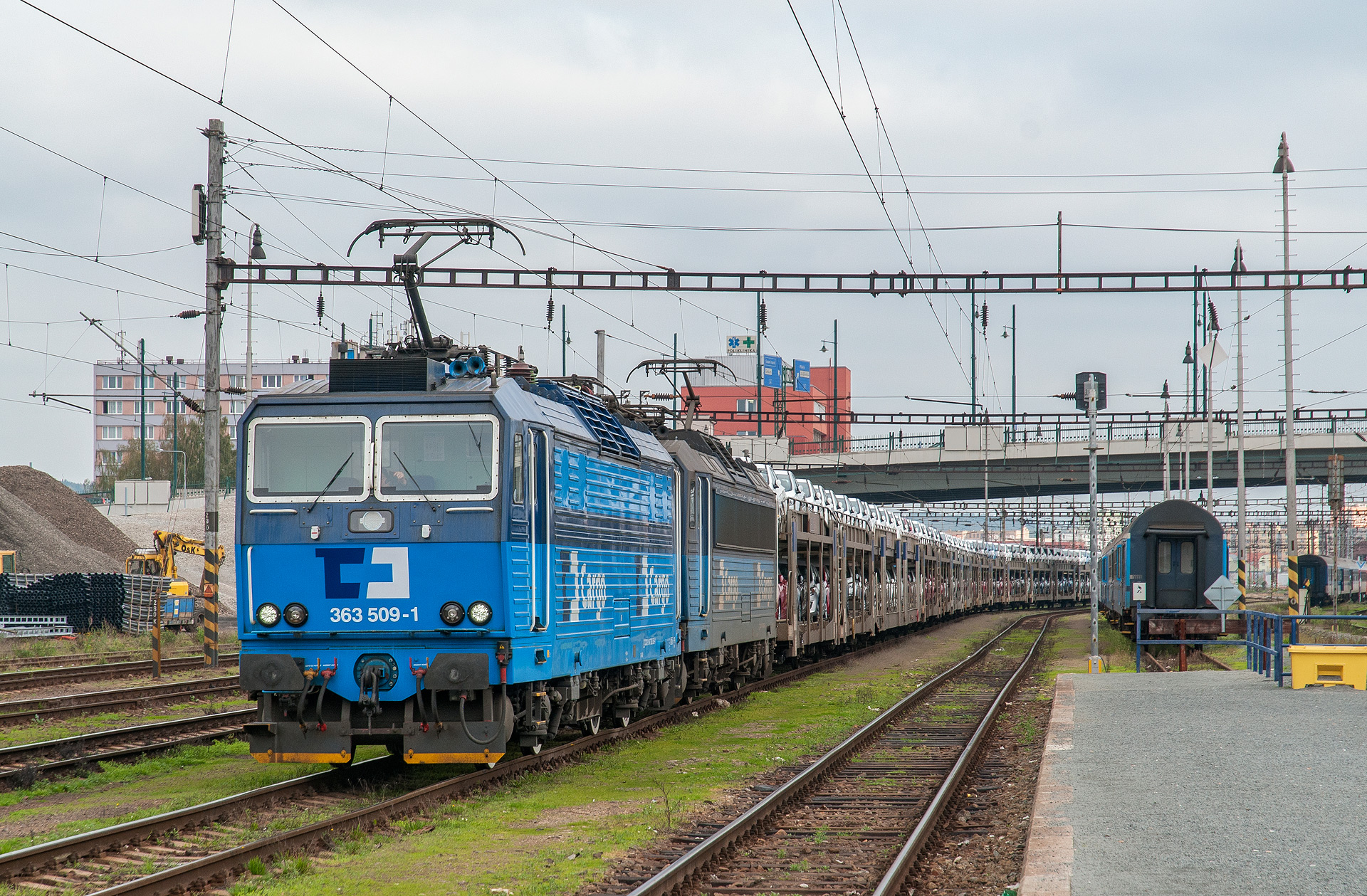
Autószállító vonat Plzeňben
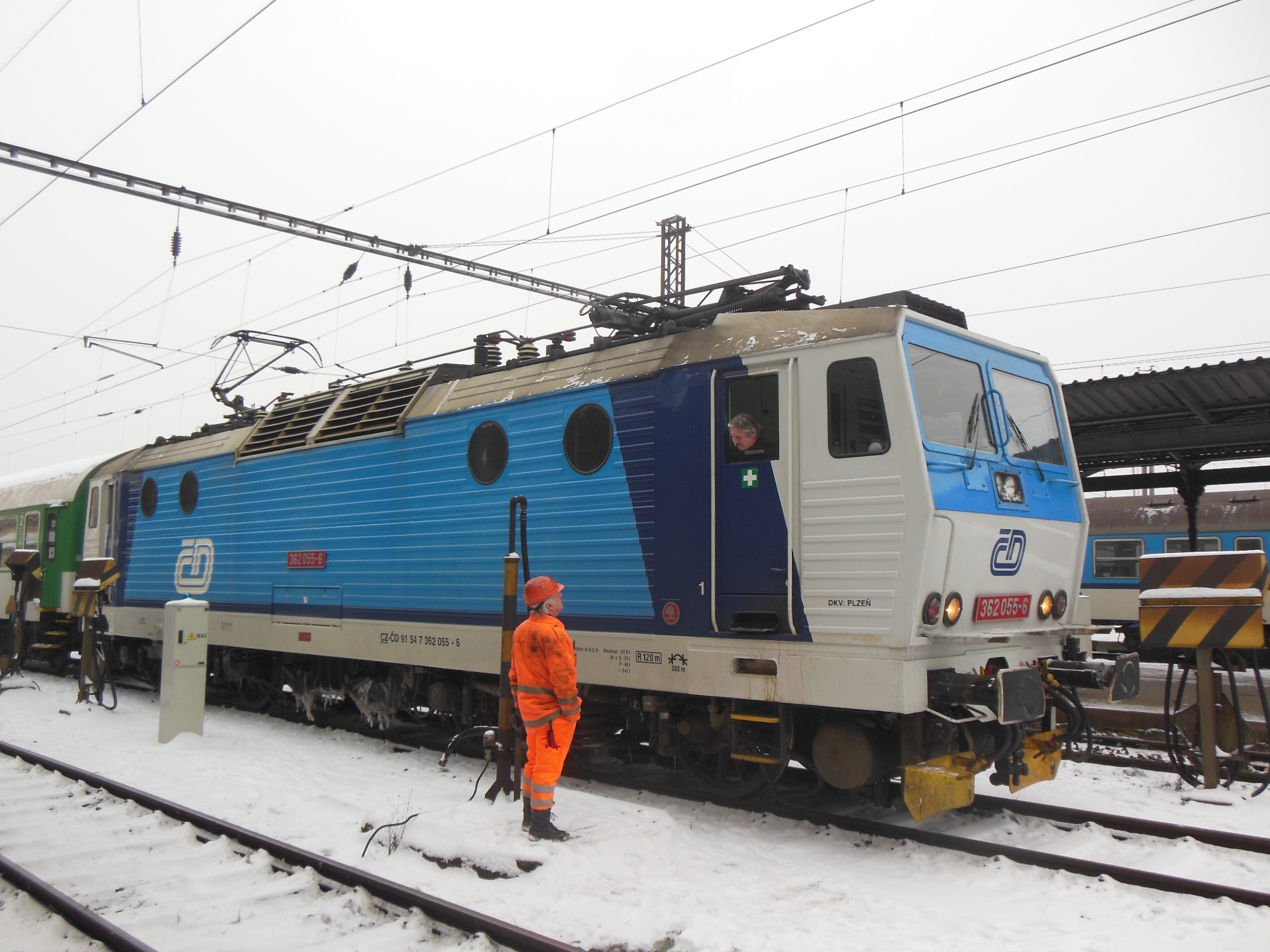